# 小牧警察署
小牧警察署（こまきけいさつしょ）は、愛知県警察が管轄する警察署の一つである。

## 所在地
- 愛知県小牧市小牧一丁目9番地

## 管轄区域
- 小牧市（愛知県名古屋飛行場の区域を除く。）
- 春日井市及び西春日井郡豊山町のうち航空自衛隊小牧基地の区域

## 沿革
- 19xx年 小牧市域を管轄として、春日井警察署から独立。
- 1988年　所在地の住所が山北町であったが小牧1-5丁目の住所が新設された時に地名変更となった。

## 組織
- 警務課
  - 警務係
  - 住民サービス係
  - 留置管理係
- 会計課
  - 会計係
- 生活安全課
  - 生活安全(第一係・第二係)
  - 少年係
  - 保安(第一係・第二係)
- 地域課
  - 地域総務係
  - 地域(第一係～第三係)
- 刑事課
  - 刑事総務係
  - 強行(第一係・第二係)
  - 盗犯(第一係・第二係)
  - 鑑識係
  - 知能暴力薬物係
  - 国際捜査係
- 交通課
  - 交通総務係
  - 指導取締係
  - 事故捜査係
- 警備課
  - 警備係

## 交番
※（ ）の中は所在地
- 岩崎交番（小牧市大字岩崎1993番地）
- 東田中交番（小牧市大字東田中2155番地1）
- 桃花台交番（小牧市城山1丁目1番地）
- 小牧交番（小牧市大字小牧1867番地5）
- 応時交番（小牧市大字北外山1195番地1）
- 小針交番（小牧市下小針中島2丁目158番地）
- 三ツ渕交番（小牧市大字三ツ渕1670番地5）

## 駐在所
なし